# Eli Alaluf
Eli Alaluf (hebrejsky אלי אלאלוף‎; * 17. února 1945, Fes) je izraelský politik a poslanec Knesetu za stranu Kulanu.

## Biografie
Působil jako sociální aktivista. Zaměřoval se na podporu chudých. Předsedal nadaci Raši. V roce 2011 mu byla udělena Izraelská cena.
Ve volbách v roce 2015 byl zvolen do Knesetu za stranu Kulanu.